# Sigrid Fick
Sigrid Fick (født Sigrid Frenckel 28. marts 1887 i Helsinki i Finland, død 4. juni 1979 i Stockholm) var en svensk tennisspiller.
Sigrid Fick var en af de største kvindelige svenske tennisspillere i tiden før anden verdenskrig og havde en karriere, der løb fra 1910 til 1933. Hun vandt 56 svenske mesterskaber, 22 i single, 16 i damedouble og 18 i mixeddouble i årene 1913-1933.
Sammen med Gunnar Settervall vandt Sigrid Fick mixeddouble-sølv i udendørsturneringen efter nederlag i finalen 6-4, 6-0 til et tysk par og bronze i indendørsturneringen efter nederlag i tre sæt til et britisk par i semifinalen ved OL 1912 i Stockholm. Ved samme OL deltog hun også i damesingle og blev nummer fire indendørs, efter at have tabt semifinalen til danske Sofie Castenschiold og bronzematchen mod britiske Mabel Parton, mens hun tabte sin første kamp udendørs. Året efter vandt hun sølv ved VM indendørs også sammen med Settervall.
Ved OL 1920 deltog Fick i tre discipliner. Hun blev nummer fire i damesingle efter semifinalenederlag til den senere mester, franske Suzanne Lenglen og nederlag i bronzekampen til britiske Kitty McKane. I damedouble tabte hun sammen med Lily Strömberg i kvartfinalen til de senere guldvindere Lenglen og Élisabeth d'Ayen, mens hun i mixeddouble sammen med Albert Lindqvist i første runde tabte til d'Ayen og Pierre Hirsch.
Hendes sidste OL blev 1924 i Paris, hvor hun igen deltog i tre discipliner. I single tabte hun i anden runde til britiske Kitty McKane 6-1, 6-1, og i damedouble vandt hun sammen med Lily Strömberg-von Essen over et irsk par, inden kvartfinalen blev endestationen mod britiske McKane og makkeren Phyllis Covell. I mixeddouble spillede hun sammen med Henning Müller, og parret vandt i anden runde over et belgisk par, inden de i kvartfinalen tabte til de senere mestre, amerikanerne Hazel Wightman og Dick Williams.